# Église Saint-Guigner de Pluvigner
L’église Saint-Guigner est une église catholique située à Pluvigner, en France.

## Localisation
L'église est située dans le département français du Morbihan, sur la commune de Pluvigner.

## Historique
La porte sud de la nef de l'église Saint-Guigner fait l’objet d’une inscription au titre des monuments historiques depuis le 9 juin 1925.
La tour et le clocher qui ont été édifiés en 1781, ont été restaurés au XIXe siècle. 
La charpente et la sacristie lézardée par la foudre en 1841 sont également restaurés à cette époque. 
En 1842, la construction des bras du transept donne à l'édifice sa forme en croix latine.
Cet édifice a possédé des vitraux dès le XVIe siècle et  il en fut de même au XIXe siècle comme le signale le chanoine Danigo, curé de Pluvigner en 1842, qui en vantait la richesse - certains éléments actuels proviennent de l'ancienne vitre du chevet : les oculus des croisillons et les dernières fenêtres de la nef resplendissent d’un tapis végétal aux couleurs chatoyantes emprunté à la maîtresse vitre de l’église
Les vitraux du XXe siècle tous de l'atelier rennais des frères Paul et André Rault - « Les Maîtres Verriers Rennes », racontent des épisodes de la vie des saints personnages honorés par la paroisse : la baie du chevet  présente une Crucifixion ; dans le chœur, on lit la vocation de saint Guenaël, et la prédication de saint Goal ; dans le transept, le sujet est la piété et la charité du pénitent Kériolet ; la nef présente le débarquement de saint Guigner et son établissement au Moustoir.